# FC Slavia-Mozyr
FC Slavia-Mozyr é uma equipe bielorrussa de futebol com sede em Mozyr. Disputa a primeira divisão da Bielorrússia (Vysshaya Liga).
Seus jogos são mandados no Yunost Stadium, que possui capacidade para 5.353 espectadores.

## História
O FC Slavia-Mozyr foi fundado em 1987.